# الانتظار (فلم 2020)
الانتظار (بالإنجليزية: The Stand In) فيلم كوميدي أمريكي للمخرجة جيمي بابيت، ومن بطولة درو باريمور، ومايكل زيجين، وتي جيه. ميلر. يروي الفيلم قصة ممثلة كوميدية ساخطة. صدر الفيلم في الولايات المتحدة في 11 ديسمبر 2020.

## طاقم التمثيل
- درو باريمور: في دور بولا (كاندي بلاك)
- مايكل زيجين: في دور ستيف
- تشارلي بارنيت: في دور سيمون
- إيلي كمبر: في دور جينا جونز
- هولاند تايلور: في دور باربرا كوكس
- تي جيه. ميلر: في دور لويس
- أندرو رانيلز: في دور نيكو
- لينا دنهام: في دور ليزا
- أدريان مارتينيز: في دور مراسل بانجو
- ميشيل بوتو: في دور إنجريد
- ريتشارد كايند: في دور ويس
- دوللي ويلز: في دور ديزي الثانية

بالاشتراك مع: جراهام نورتون / بريدجيت إيفريت / جيمي فالون / سافانا جوثري / ميغان ماكين / آندي كوهين / جوليانا رانسيك / جيسون كينيدي / كيلي ريبا / ريان سيكريست.

## ملخص أحداث الفيلم
تلعب باريمور دور كاندي بلاك، نجمة سلسلة من الأفلام الكوميدية الكوميدية المميزة، وعباراتها المرحة المفترضة: «اضربني حيث تؤلمني». ونراها تمشي إلى مقطورتها بينما يتفقد فريقها من المتعاملين والمعالجين جدولها المزدحم.
تترك كاندي العمل وتصبح منعزلة لمدة خمس سنوات، وتصبح مهووسة بنقاء وبساطة أثاث شاكر، وعلى ما يبدو، فهي لا تقرأ الكثير عن بقية فلسفة شاكر عندما تمارس الجنس عبر الهاتف مع زميلها في صناعة الأخشاب.
يحُكم على كاندي بإعادة تأهيل بتهمة التهرب من ضريبة الدخل، تقرر الاتصال بواحدة من طاقمها السابق، وهي الوديعة والطموحة باولا (التي لعبت دورها أيضًا باريمور) لتحل محلها. توافق باولا، وتضع شرط أن تعود كاندي إلى التمثيل حتى تتمكن من الحصول على وظيفتها الاحتياطية مرة أخرى.

## الإنتاج
أعلن انضمام درو باريمور إلى طاقم الفيلم في فبراير 2018، مع إخراج جيمي بابيت وسيناريو لسام باين. انضمت باريمور أيضاً كمنتجة للفيلم تحت شعار شركتها، وفي يناير 2019، انضم مايكل زيجن إلى فريق عمل الفيلم، وفي فبراير 2019، أنضم تشارلي بارنيت، وإيلي كيمبر، وتي جيه، ثم انضم ميلر وهولاند تايلور إلى طاقم الفيلم. بدأ التصوير الرئيسي في مدينة نيويورك في يناير 2019، وفي فبراير، تم التصوير في ليكسينغتون وفرساي، كنتاكي.
كان من المقرر أن يتم العرض الأول في مهرجان تريبيكا السينمائي في 23 أبريل 2020. ومع ذلك، تم إلغاء المهرجان بسبب جائحة كوفيد 19، وحصلت شركة أفلام سابان في يوليو 2020، على حقوق توزيع الفيلم، وتم إصداره في 11 ديسمبر 2020.

## استقبال الفيلم
حصل الفيلم على تعليقات ونقد سلبي، ومنحه موقع روتن توميتوز تقييم مقداره 31% بناء على آراء 36 ناقد سينمائي، وكتب إجماع نقاد الموقع: «على الرغم من ان العمل الملتزم بشكل مثير للإعجاب من درو باريمور في دور مزدوج، فإن الفيلم يكافح للعثور على الفكاهة في فرضية مع عدم وجود نقص في الإمكانات الكوميدية».
منح موقع ميتاكريتيك الفيلم تقييم مقداره 38% بناءً على آراء سبعة نقاد سينمائيين.

## وصلات خارجية
- الانتظار  في قاعدة بيانات الأفلام على الإنترنت (بالإنجليزية)